# Asghar Farhadi
Asghar Farhadi (en persa: اصغر فرهادی‎, [æsɣæɾ fæɾhɒːdiː]; Khomeyni Shahr, 7 de mayo de 1972) es un director de cine y guionista iraní. Ha recibido diversos reconocimientos, entre ellos un Globo de Oro y dos Premios Óscar por sus películas Yodaí-e Nader az Simín y The Salesman; además, en 2012 fue incluido dentro del listado de las 100 personas más influyentes del mundo de acuerdo a la revista Time.
En 2022, El NewYorker revela acusaciones en contra del director, alegando que plagió varias ideas de sus películas, tomándolas de sus alumnos en un taller que asesoró hace varias décadas sin acreditarlos apropiadamente. Adicionalmente se le acusa de apropiar créditos fílmicos e tiránicas intenciones de ser el supuesto genio del cine iraní, acosando a sus colaboradores para apropiar sus créditos y guardar su prestigio.  

## Carrera
Asghar Farhadí es un graduado en Teatro, con un BA en Artes Dramáticas y un Máster en Dirección en la Universidad de Teherán y la Universidad Tarbiat Modarrés. Farhadí hizo cortos de 8 y 16 milímetros en la filial de la Sociedad Iraní de Jóvenes Cineastas en Isfahán, antes de realizar obras y guiones para IRIB (la radiotelevisión estatal iraní). También dirigió series de televisión como Dastan-e yek shahr («Historia de una ciudad») y coescribió el guion de Ertefa-e past («Vil altitud», dirigida por Ebrahim Hatamikia). Raghs dar ghobar («Baile en el polvo») fue su debut como cineasta, al que le siguió el aclamado Shahr-e ziba («Ciudad hermosa»). Su tercer film, Chaharshanbe Suri, ganó el premio Hugo de Oro en el Festival Internacional de Cine de Chicago del 2006. Su cuarta película, A propósito de Elly ganó el Oso de Plata al mejor director en el quincuagésimo noveno Festival Internacional de Cine de Berlín, además del premio a la Mejor Fotografía en el Festival de Cine de Tribeca.

## Filmografía como director
| Año  | Título                 | Título original     | Transliteración        |
| ---- | ---------------------- | ------------------- | ---------------------- |
| 2003 | Dancing in the Dust    | رقص در غبار         | Raghs dar ghobar       |
| 2004 | The Beautiful City     | شهر زیبا            | Shahr-e ziba           |
| 2006 | Fireworks Wednesday    | چهارشنبه سوری       | Chaharshanbe surí      |
| 2009 | About Elly             | درباره الی          | Dar bare-ye Elí        |
| 2011 | Yodaí-e Nader az Simín | جدایی نادر از سیمین | Yodaí-e Nader az Simín |
| 2013 | El pasado              | Le passé            | Gozashteh              |
| 2016 | El cliente             | فروشنده             | Forushande             |
| 2018 | Todos lo saben         | همه می دانند        | Hame midanand          |
| 2021 | Un héroe               | قهرمان              | Ghahreman              |

## Series de televisión
- Aparteman Farach va Farroj 1998
- Cheshm be rah 1998

## Premios y distinciones
Premios Óscar
| Año  | Categoría                                       | Trabajo nominado              | Resultado |
| ---- | ----------------------------------------------- | ----------------------------- | --------- |
| 2012 | Mejor guion original                            | Nader y Simin, una separación | Nominado  |
| 2012 | Mejor película extranjera (de habla no inglesa) | Nader y Simin, una separación | Ganador   |
| 2017 | Mejor película extranjera (de habla no inglesa) | El cliente                    | Ganador   |

Festival Internacional de Cine de Cannes
| Año  | Categoría                   | Película   | Resultado |
| ---- | --------------------------- | ---------- | --------- |
| 2013 | Premio del Jurado Ecuménico | El pasado  | Ganador   |
| 2016 | Premio al mejor guion       | Forushande | Ganador   |

Festival Internacional de Cine de San Sebastián
| Año  | Categoría                | Película                | Resultado |
| ---- | ------------------------ | ----------------------- | --------- |
| 2011 | Premio TVE - Otra Mirada | Jodaeiye Nader ez Simin | Ganador   |

- Óscar - Mejor película de habla no inglesa por The Salesman (2017).
- Globo de Oro - Mejor película de habla no inglesa por Yodaí-e Nader az Simín (2012).
- Oso de Plata - Mejor director por Yodaí-e Nader az Simín, Festival Internacional de Cine de Berlín (2011)
- Oso de Plata - Mejor director por A propósito de Elly, Festival Internacional de Cine de Berlín (2009)
- Gran Premio del Jurado (junto a The Time That Remains), mejor guion, Asia Pacific Screen Awards (2009)
- Hugo de Oro Festival Internacional de Cine de Chicago por Crimson Gold (Tala-ye sorj)(2006)
- The Norwegian Peace Film Award, Festival Internacional de Cine de Tromsø (2005)
- Grand Prix, Festival Internacional de Cine de Varsovia (2004)
- St. George de Plata, Festival Internacional de Cine de Moscú (2003)
- Mejor director, Festival de Cine de Asia y Pacífico (2003)
- Premio al mejor guion en el Festival de Cannes (2016)